# Rezerwat przyrody Ponická dúbrava
Rezerwat przyrody Ponická dúbrava (słow. Národná prírodná rezervácia Ponická dúbrava) – rezerwat przyrody u północno-zachodnich podnóży grupy górskiej Polany na Słowacji. Powierzchnia 13,34 ha. Nie posiada pasma ochronnego. Obowiązuje 5 (najwyższy) stopień ochrony.

## Położenie
Leży w powiecie Bańska Bystrzyca w kraju bańskobystrzyckim, we wsi Poniky. Położony jest wśród pasma niewysokich gór, zwanych Pogórzem Ponickim. Obejmuje południowe i południowo-wschodnie (orograficznie: prawe) stoki Veľkej doliny, tworzonej przez rzekę Zolná, w części wsi zwanej Ponická Huta, w granicach pomiędzy 500 a 650 m n.p.m.

## Historia
Tereny dzisiejszego rezerwatu zostały objęte ochroną już w 1895 r., kiedy to z inicjatywy węgierskiego leśnika i pioniera ochrony przyrody Károly'a Kaána powstały pierwsze w królestwie węgierskim rezerwaty przyrody Slovenská Ľupča – Polesie Šalková (dziś Rezerwat przyrody Príboj) oraz Slovenská Ľupča – Ponická Huta (dziś rezerwat przyrody Ponická dúbrava). Nowelizacja aktów prawnych, powołujących rezerwat miała miejsce w l. 1933 i 1983 (ta ostatnia dokonana przez Ministerstwo Kultury Słowackiej Republiki Socjalistycznej nr 1555/1983-32 z dnia 31 marca 1983 r.). Rozporządzeniem Ministra Środowiska Republiki Słowackiej nr 17/2003 z dnia 9 stycznia 2003 r. państwowy rezerwat przyrody Ponická dúbrava (słow. štátna prírodná rezervácia Ponická dúbrava) został przekategoryzowany na narodowy rezerwat przyrody Ponická dúbrava (słow. Národná prírodná rezervácia (NPR) Ponická Dúbrava).
Teren rezerwatu wchodzi w skład obszaru Natura 2000. W 2004 r. został włączony do słowackiego wykazu obszarów mających znaczenie dla Wspólnoty Europejskiej (słow. Územie európskeho významu (ÚEV)). 25 stycznia 2008 r. wykaz ten został przyjęty decyzją Komisji ES nr K(2008)271.

## Charakterystyka
Obejmuje dość strome, nachylone pod kątem 30°–35°, południowe i południowo-wschodnie stoki doliny, zbudowane ze skał metamorficznych (fyllity, amfibolity, kwarcyty). Na szczególną uwagę zasługuje wschodnia część terenu rezerwatu, gdzie procesy erozji, w warunkach warstwowego ułożenia złóż kwarcytów i naruszenia ich ciągłości licznymi pęknięciami podzieliły wychodnie skalne na grupy różnorodnych formacji przypominających ambony, wieże, a miejscami przyjmujących nawet charakter skalnych labiryntów (słow. skalné mesta). W kierunku zachodnim podłoże zmienia się i miejsce kwarcytów zajmują łupki, piaskowce i piaszczyste wapienie.
Ze względu na właściwości podłoża geologicznego szata roślinna jest dość jednolita i uboga w gatunki. Teren rezerwatu w większości porastają ciepłolubne lasy. Są one mocno zróżnicowane wiekowo, a najstarsze okazy drzew osiagają ok. 170 lat.
Z punktu widzenia ochrony przyrody najbardziej godne uwagi drzewostany znajdują się w północno-wschodniej części rezerwatu. Ich wygląd i struktura zbliżają je do skalistych lasostepów. Dominującym gatunkiem jest dąb bezszypułkowy (Quercus petraea), którego osobniki charakteryzują się niskim wzrostem i pokrzywionymi, węźlastymi pniami. Miejscami, szczególnie na obrzeżach zespołu, domieszkowo występuje jodła pospolita (Abies alba), sosna zwyczajna (Pinus sylvestris) i świerk pospolity (Picea abies).
Lasy jodłowo-bukowe z domieszką sosny i dębu bezszypułkowego. W runie występują gatunki typowe dla ubogich, kwaśnych gleb, w tym szereg gatunków paproci.

## Cel powołania
Rezerwat powołano w celu ochrony naturalnego zespołu roślinnego kwaśnych buczyn z udziałem dębu bezszypułkowego na podłożu kwarcytowym dla celów naukowo-badawczych.

## Turystyka
Przez teren rezerwatu ani jego obrzeżami nie prowadzi żaden znakowany szlak turystyczny ani ścieżka dydaktyczna. Ze względu na niewielki obszar rezerwatu oraz dość stromy, miejscami eksponowany teren, nie planuje się udostępniania rezerwatu dla turystyki. Pewien wgląd w obszar rezerwatu daje droga wiodąca ze wsi Poniky (część Ponická Huta) w górę Veľkej doliny.